# What It Takes
What It Takes er en kortfilm instrueret af Ville Gideon Sörman efter eget manuskript.